# Gmina Dugopolje
Gmina Dugopolje (chorw. Općina Dugopolje) – gmina w Chorwacji, w żupanii splicko-dalmatyńskiej. Gmina składa się z miejscowości: Dugopolje, Koprivno, Kotlenice i Liska.
W Dugopolju mieści się zjazd z Autostrady A1.